# Ernest Mercier (historien)
Pour les articles homonymes, voir Mercier.
Jean Ernest Mercier est un interprète, historien et homme politique français, né le 17 septembre 1840 à La Rochelle et mort le 16 mai 1907.

## Biographie
Jean Ernest Mercier est le petit-fils d’un sous-préfet, maire dans le Doubs, et le fils d’un chirurgien militaire ayant pris part à la conquête de l'Algérie.
Après avoir suivi ses études au collège de La Rochelle, il s'installe à la suite de son père en Algérie. S'intéressant à l'histoire du pays, il est admis comme membre de la Société historique algérienne en 1863.
Il est nommé interprète-militaire de la langue arabe, attaché auprès du commandant supérieur de Sebdou (province d'Oran), en 1865, puis interprète-judiciaire près la justice de paix d'El Arrouch en 1866 et de Ténès en 1869, avant de devenir interprète-traducteur assermenté à Constantine en 1871.
En 1870, il avait été élu lieutenant de la 2e compagnie, puis capitaine commandant la milice de Tenès. Il passe lieutenant au 7e bataillon territorial, commandant la 3e compagnie en 1876.
Il devient vice-président de la Société archéologique de Constantine en 1875, ainsi que membre de la Société asiatique de Paris en 1878 et de la section orientale de l’école des lettres d'Alger en 1881.
Élu conseiller municipal de Constantine en 1881 et réélu en 1884, il est élu à l’unanimité maire en 1883, 1896 et 1900.

## Décorations
- Chevalier de la Légion d'honneur
- Officier d'Académie

## Publications
- Des Abus du régime judiciaire des indigènes de l'Algérie et des principales modifications à y apporter, Paris, Challamel, 1870.
- Des abus du régime judiciaire des indigènes de l'Algérie, Constantine, Arnolet, 1870.
- Comment l'Afrique septentrionale a été arabisée. Extrait résumé de l'histoire de l'établissement des Arabes dans l'Afrique septentrionale, Constantine, Impr. L. Marle, 1874.
- Histoire de l'établissement des Arabes dans l'Afrique septentrionale selon les documents fournis par les auteurs arabes et notamment par l'Histoire des Berbères d'Ibn Khaldoun, Constantine, Impr. de L. Marle, 1875.
- Constantine avant la conquête française, 1837 : notice sur cette ville à l'époque du dernier bey, Constantine, Typgraphie L. Arnolet, Ad. Braham, 1878.
- Constantine au XVIe siècle. Élévation de la famille El-Feggoun, Constantine, impr. de L. Arnolet, 1879.
- Constantine avant la conquête française (1837). Notice sur cette ville à l'époque du dernier bey, Constantine, Impr. A. Braham, 1879.
- Exposition universelle internationale de 1878 à Paris, groupe V, classe 49, Ministère de l'Agriculture et du commerce, Paris, Imprimerie Nationale, 1880.
- L'Algérie en 1880, Paris, Challamel Aîné, 1880.
- Exposition universelle internationale de 1878, à Paris, groupe VII, classes 72 et 73, Ministère de l'Agriculture et du commerce, Paris, Imprimerie Nationale, 1880.
- Le Cinquantenaire d'une colonie : l'Algérie en 1880, Paris, Challamel aîné, 1880.
- L'Algérie et les questions algériennes. Étude historique, statistique et économique, Paris, Challamel aîné, 1883.
- Commune de Constantine : Trois années d'administration municipale (du 20 mai 1884 au 10 octobre 1887), Constantine, impr. Ad. Braham, 1887.
- Histoire de l'Afrique septentrionale (Berbérie) depuis les temps les plus reculés jusqu'à la conquête française (1830), Paris, E. Leroux, 1888-1891.
- La France dans le Sahara et au Soudan, Paris, E. Leroux, 1889.
- La propriété foncière chez les musulmans d'Algérie, Paris, E. Leroux, 1891.
- La France dans l'Afrique centrale en 1893, Constantine, impr. de A. Braham, 1893.
- La propriété en Maghreb selon la doctrine de Malek, Paris, Impr. nationale, 1894.
- Le hobous ou ouakof : ses règles et sa jurisprudence, Alger, A. Jourdan, 1895.
- La condition de la femme musulmane dans l'Afrique septentrionale, Alger, A. Jourdan, 1895.
- La Population indigène de l'Afrique sous la domination romaine, vandale et byzantine, Constantine, Adolphe Braham, 1896.
- Les deux sièges de Constantine (1836-1837), avec un plan de la ville en 1837 et 4 illustrations d'après Horace Vernet, Constantine, L. Poulet, 1896.
- La Propriété foncière musulmane en Algérie, Alger, AD. Jourdan, 1898.
- Deuxième étude sur les Hobous ou Ouakof, Alger, Jourdan, 1898.
- La propriété indigène en Magreb, Constantine, Braham, 1899.
- Le code du hobous ou ouakf selon la législation musulmane, Constantine, D. Braham, 1899.
- La question de l'assistance publique musulmane, Constantine, [s. n.], 1899.
- Le Code du hobous ou ouakf, selon la législation musulmane, suivi de textes des bons auteurs et de pièces originales, Constantine, impr. de D. Braham, 1899.
- Les Idées et les actes du Maréchal Valée d'après des documents nouveaux, Constantine, Adolphe Braham, 1900.
- Les ribat' et les marabouts dans l'Afrique du Nord, Constantine, Imprimerie-Librairie Adolphe Braham, D. Braham fils successeur, 1901.
- La Question indigène en Algérie au commencement du XXe siècle, Paris, A. Challamel, 1901.
- Histoire de Constantine, Constantine, J. Marle et F. Biron, 1903.